# 稔灣村
稔灣村（英語：Nim Wan Tsuen）是一條位於香港新界屯門區掃管笏（青山公路十七咪半）的重置村落。稔灣村原位於稔灣，1990年1992年間因興建新界西堆填區而重置到掃管笏。該村是一條原居民村，隸屬於屯門鄉事委員會。

## 歷史

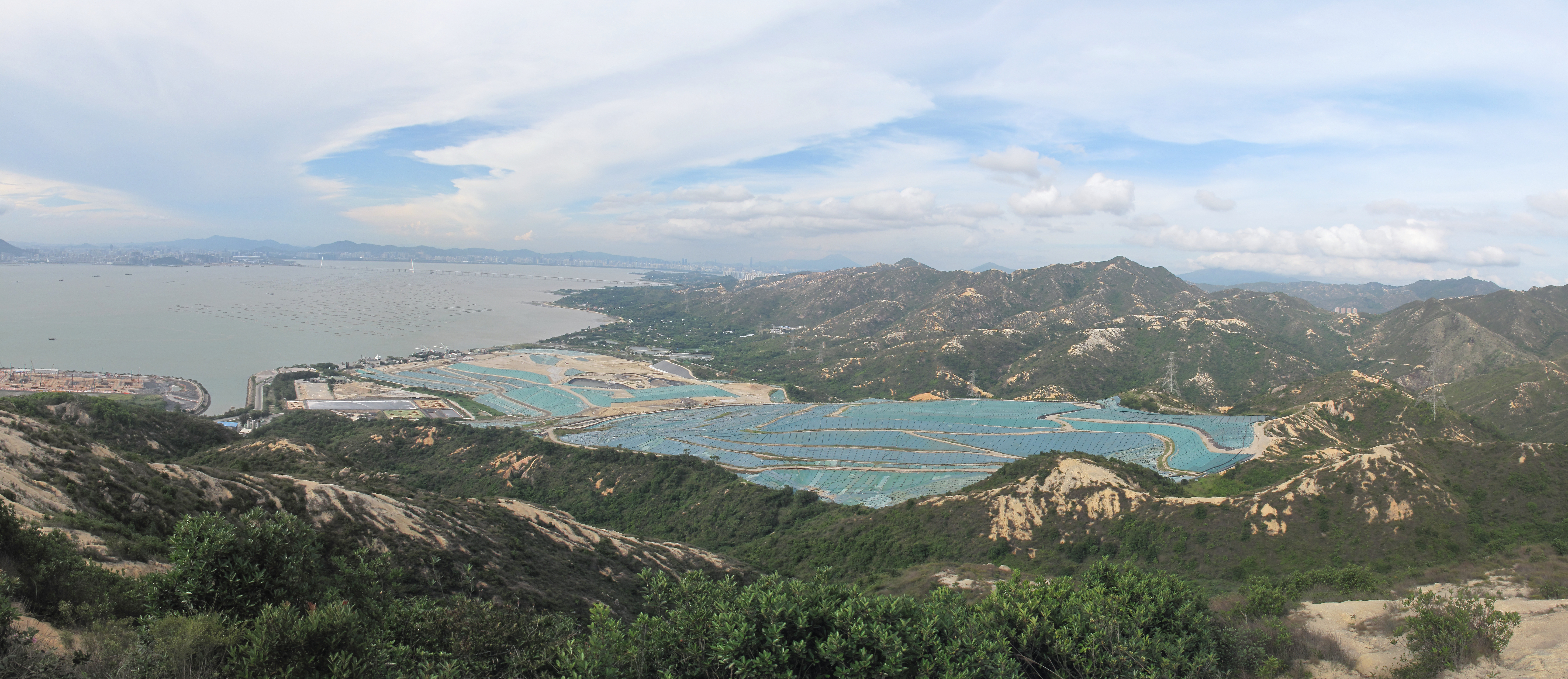
300多年的稔灣舊村歷史埋藏在堆填區下

稔灣村原位於稔灣，位處大水坑和曾咀之間，村瀕臨后海灣，村前有泥灘。稔灣村舊村有兩排共約20間村屋，村旁有農田和梯田。稔灣村是一條客家村落，村民以鄭姓為主，其他居民散居於老村附近，村民多以務農、捕魚、養魚、養鴨和養蠔（鄧族合和塘）為生。1911年，稔灣村有村民80人。村內設有一所稔灣村公立學校，1950年代末新校舍落成，位於其東北面不遠處。村旁的山崗亦建有警崗和元朗理民府辦事處。
稔灣被青山腹地所隔，位置偏遠。早年村民多走路經流浮山到廈村或屏山、或乘街渡進出，處理生活所需。后海灣屬中港邊界，早年治安不佳，常有海盜在海面劫船，而稔灣村亦曾遭匪徒洗劫。直到1972年，稔灣路和橫跨大水坑的橋樑由英軍築建而成，村民始能用汽車進出。
1980年代中，政府計劃在稔灣開闢新界西堆填區，取代快將填滿的望后石和小冷水堆填區。整條稔灣村於1990年被清拆並重置到青山灣掃管灘旁的山崗，即嘉和里和小秀村之間。新村第一期21座共42間村屋，村公所和祠堂直至1992年才落成。1995年，第二期24座共44間村屋落成。

## 外部連結
- 居民代表選舉稔灣（屯門）的劃定現有鄉村範圍（2019至2022年） （页面存档备份，存于）